# Nicolas Farkas
Nicolas Farkas (n. Miklós Farkas, n. 27 iulie 1890, Marghita, Austro-Ungaria – d. 22 martie 1982, New York City, New York, SUA) a fost un regizor de film maghiar din Austro-Ungaria, director de imagine, scenarist și producător.

## Biografie
S-a născut la Marghita, azi în România, într-o familie de origine maghiară. A lucrat în industria cinematografică austriacă, germană și franceză. În anii 1920 a colaborat frecvent cu producătorul și regizorul Alexander Korda.
În 1928 a lucrat ca director de imagine în Uniunea Sovietică la filmul anti-capitalist Kira Kiralina regizat de Boris Glagolin după romanul Chira Chiralina de Panait Istrati.
În anii 1930 a lucrat la o serie de co-producții internaționale, regizând filme precum melodrama anglo-franceză The Battle. De asemenea, a lucrat ca director de imagine la filmul Don Quijote din 1933, regizat de austriacul G.W. Pabst.
După 1933 a lucrat în Franța, unde a lucrat, de asemenea, ca regizor și scenarist. În 1941, a emigrat în Statele Unite și a contribuit la realizarea unor filme de scurtmetraj de propagandă pentru marina americană. În ultimii ani de viață a locuit la New York, unde a fondat propria companie de producție Farkas Films Inc.

## Filmografie
Următoarea filmografie conține, în ordine cronologică, toate lucrările lui Farkas în calitate de director de imagine, regizor, scenarist și producător.

### Cameraman
- Samson and Delilah (1922)
- Gypsy Love (1922)
- Miss Madame (1923)
- Children of the Revolution (1923)
- Tragödie im Hause Habsburg d'Alexander Korda (1924)
- Tragedy in the House of Habsburg (1924)
- The Curse (1924)
- Zirkus Brown (1924)
- L'Esclave reine de Mihaly Kertész (1924)
- The Morals of the Alley (1925)
- The Revenge of the Pharaohs (1925)
- Le Danseur de Madame (Der Tänzer meiner Frau) d'Alexander Korda (1925)
- Nick, King of the Chauffeurs (1925)
- Countess Maritza (1925)
- Love in May (1928)
- Kira Kiralina (1928)
- The Case of Prosecutor M (1928)
- The Schorrsiegel Affair (1928)
- The Three Kings (1928)
- The Ship of Lost Souls (1929)
- Crucified Girl (1929)
- Phantoms of Happiness (1929)
- The Alley Cat (1929)
- The White Roses of Ravensberg (1929)
- Exile to Siberia (1930)
- Love in the Ring (1930)[8]
- The Prosecutor Hallers (1930)
- Money on the Street (1930)
- The Right to Love (1930)
- The Other (1930)
- The Comeback (1930)
- Der Andere – sub numele de Nikolaus Farkas (1930)
- Zwei Krawatten (1930)[9]
- Danton (1931)[10]
- The Firm Gets Married (1931)
- Les frères Karamazoff (1931)
- Berlin-Alexanderplatz (Sur le pavé de Berlin) de Phil Jutzi (1931)[11]
- Bric-à-brac et compagnie d'André Chotin (1931)
- Madame Makes Her Exit (1932)
- L'Amoureuse Aventure de Wilhelm Thiele (1932)
- Adventures of Don Quixote (1933)
- L'Inconnu d'un soir de Max Neufeld et Hervé Bromberger (1949)

### Regizor
- 1934 : La Bataille cu Charles Boyer
- 1935 : Variétés cu Jean Gabin
- 1936 : Port-Arthur cu Danielle Darrieux
- 1936: I Give My Life

### Scenarist
- La bataille – dialog (1933)
- The Battle (Thunder in the East) – scenariu (1934)
- Varieté (1935)

- Three Maxims (1936)

- The Show Goes On - poveste (1936)
- I Give My Life - scenariu (1936)
- Port Arthur (1936)

### Producător
- Feu! (1937)
- The Patriot (1938)